# Ana Maria Mainieri
Ana Maria Mainieri (Porto Alegre 13 de novembro de 1978) é uma atriz brasileira.
Começou a trabalhar como modelo aos 15 anos de idade. Como atriz, fez uma novela para internet, alguns curtas, especiais de televisão e três longas-metragens da Casa de Cinema de Porto Alegre.
Foi casada com o cineasta e publicitário José Pedro Goulart, com quem tem uma filha, Paris (2003).

## Filmografia
- 2007 - 3 Efes... Giane/Michele
- 2003 - Rita (curta-metragem).... Rita
- 2002 - Houve uma vez dois verões.... Roza
- 2000 - Tolerância.... Guida
- 2000 - Tudo num dia só (especial de TV).... Mariana 2
- 1999 - O oitavo selo (curta-metragem).... anoréxica
- 1996 - A gente ainda nem começou (internet).... Lurdes

## Trabalhos em teatro
- 2008 - Homens (texto de Doris Dörrie)

2015- Lunatica-  espetáculo com varias versões de clássicos de musicas misturado aos textos de Clarice Lispector)
2016- Amor de 4 -(com base nos “Fragmentos do Discurso Amoroso de Roland Barthes o espetáculo se debruça sobre os signos do amor. Estes signos amorosos são apresentados através de cenas clássicas de Shakespeare, Alexandre Dumas Filho, Goethe, Henrik Ibsen e outros.
2019- SPM- só para mulheres ( textos de Bertoldo Brecht, Chico Buarque, Dário Fo, Elisa Lucinda, Giovana De Figueiredo, Marilyn Monroe, Sarah Kane, entre outros.